# JAG (sèrie de televisió)
JAG (acrònim militar nord-americà de Judge Advocate General) és una sèrie de televisió dramàtica legal nord-americana amb un tema de la Marina dels Estats Units, creada per Donald P. Bellisario i produïda per Belisarius Productions en associació amb Paramount Network Television (ara CBS Studios). La sèrie es va emetre originalment a NBC durant una temporada des del 23 de setembre de 1995 fins al 22 de maig de 1996, i després a CBS durant nou temporades addicionals des del 3 de gener de 1997 fins al 29 d'abril de 2005. La primera temporada va ser coproduïda amb NBC Productions (ara Universal Television) i originalment es va percebre com una sèrie híbrida Top Gun meets A Few Good Men .
A la primavera de 1996, NBC va cancel·lar la sèrie després d'haver acabat el 79è en les classificacions, deixant un episodi sense emetre. El desembre de 1996, la cadena rival CBS va recollir la sèrie com a reemplaçament de mitja temporada i va emetre 15 episodis nous com a segona temporada. Durant diverses temporades, JAG va pujar a les classificacions i finalment va funcionar durant nou temporades addicionals. A més, JAG va generar l'exitosa sèrie NCIS, que al seu torn va donar lloc als spin-off NCIS: Los Angeles, NCIS: New Orleans, NCIS: Hawaiʻi i NCIS: Sydney .
En total, es van produir 227 episodis en 10 temporades. En el moment de l'emissió original de la seva cinquena temporada als Estats Units, JAG es va veure a més de 90 països del món.

## Premissa
La sèrie segueix les gestes dels " jutges advocats " basats en l'àrea metropolitana de Washington (és a dir, advocats uniformats ) a l' Oficina del Jutge Advocat General del Departament de la Marina, que en la línia de deure pot processar i defensar casos penals sota la jurisdicció del Codi Uniforme de Justícia Militar (sorgint de la presència global de la Marina dels EUA i el Cos de Marines dels EUA), dur a terme investigacions informals i formals, i assessorar sobre la legislació operacional militar.
A la primera temporada, la seu de JAG a l'univers es va establir a Washington, DC, mentre que en temporades posteriors es troba a Falls Church, Virgínia. La fotografia exterior d'aquest últim va ser de la finca Cravens de Pasadena, que en aquell moment era propietat de la Creu Roja Americana. L' Oficina del Jutge Advocat General (OJAG) de la vida real tenia i té la seu al Washington Navy Yard.
Semblant a Llei i ordre, les trames de molts episodis sovint eren "arrancades dels titulars" amb parts de la trama que s'assemblaven o feien referència a aspectes reconeixibles de casos o incidents reals, com ara l'atemptat de l'USS <i id="mwcA">Cole</i> (" Acte de terror " i " Valor "), el rescat del pilot abatut Scott O'Grady (" Acció defensiva "), el desastre del telefèric de Cavalese (" Cliped Wings "), l'explosió de la torreta USS <i id="mweA">Iowa</i> (" Into the Breech ") i l'incident de Kelly Flinn . (" La cort marcial de Sandra Gilbert ").
Tot i que no formen part de la missió del seu homòleg del món real, alguns dels personatges principals també estan implicats, directament i indirectament, en diverses operacions d'intel·ligència de la CIA, sovint girant al voltant del personatge recurrent, l'oficial de la CIA Clayton Webb (interpretat per Steven Culp). .

## Episodis
| Estació | Estació | Episodis | Episodis | Originalment emès      | Originalment emès    | Originalment emès |
| Estació | Estació | Episodis | Episodis | Primer emès            | Últim emissió        | Xarxa             |
| ------- | ------- | -------- | -------- | ---------------------- | -------------------- | ----------------- |
|         | 1       | 22       | 22       | 23 de setembre de 1995 | 15 de juliol de 1996 | NBC               |
|         | 2       | 15       | 15       | 3 de gener de 1997     | 18 d'abril de 1997   | CBS               |
|         | 3       | 24       | 24       | 23 de setembre de 1997 | 19 de maig de 1998   | CBS               |
|         | 4       | 24       | 24       | 22 de setembre de 1998 | 25 de maig de 1999   | CBS               |
|         | 5       | 25       | 25       | 21 de setembre de 1999 | 23 de maig de 2000   | CBS               |
|         | 6       | 24       | 24       | 3 d'octubre de 2000    | 22 de maig de 2001   | CBS               |
|         | 7       | 24       | 24       | 25 de setembre de 2001 | 21 de maig de 2002   | CBS               |
|         | 8       | 24       | 24       | 22 de setembre de 2002 | 20 de maig de 2003   | CBS               |
|         | 9       | 23       | 23       | 26 de setembre de 2003 | 21 de maig de 2004   | CBS               |
|         | 10      | 22       | 22       | 24 de setembre de 2004 | 29 d'abril de 2005   | CBS               |

## Repartiment i personatges

### Principal
- David James Elliott com a Harmon Rabb, Jr., USN, tinent/tinent comandant/comandant, JAG Corps; Jutge Advocat General en funcions; capità; Oficial executiu de USS Allegiance (NCIS: Los Angeles).
- Tracey Needham com a Meg Austin, USN (temporada 1), el tinent JG
- Catherine Bell com Sarah "Mac" MacKenzie, USMC (temporades 2-10), Major/Tient Coronel, JAG Corps; Cap de Gabinet de l'OJAG; Jutge Advocat General en funcions; Cap de Joint Legal Services Southwest (San Diego); Enllaç marítim amb el secretari d'estat dels EUA (NCIS: Los Angeles).
- Patrick Labyorteaux com a Budrick "Bud" Roberts, Jr., USN (principal: temporades 2–10; recurrent: temporada 1); Bandera; Tinent JG/Tient/Tient Comandant, Cos JAG; Capità JAG (NCIS).
- John M. Jackson com Albert Jethro "AJ" Chegwidden, USN (principal: temporades 2–9; recurrent: temporada 1), contraalmirall, JAG Corps; Jutge Advocat General de la Marina dels EUA; SEGELL; advocat (NCIS), més tard jubilat (NCIS: Los Angeles).
- Scott Lawrence com Sturgis Turner, USN (principal: temporada 10; recurrent: temporades 7–9), comandant, JAG Corps; Jutge Advocat General en funcions; submarinista.
- Zoe McLellan com a suboficial Jennifer Coates (principal: temporada 10; recurrent: temporades 7–9), USN. Legalman, ajudant personal del Jutge Advocat General.

### Recurrents

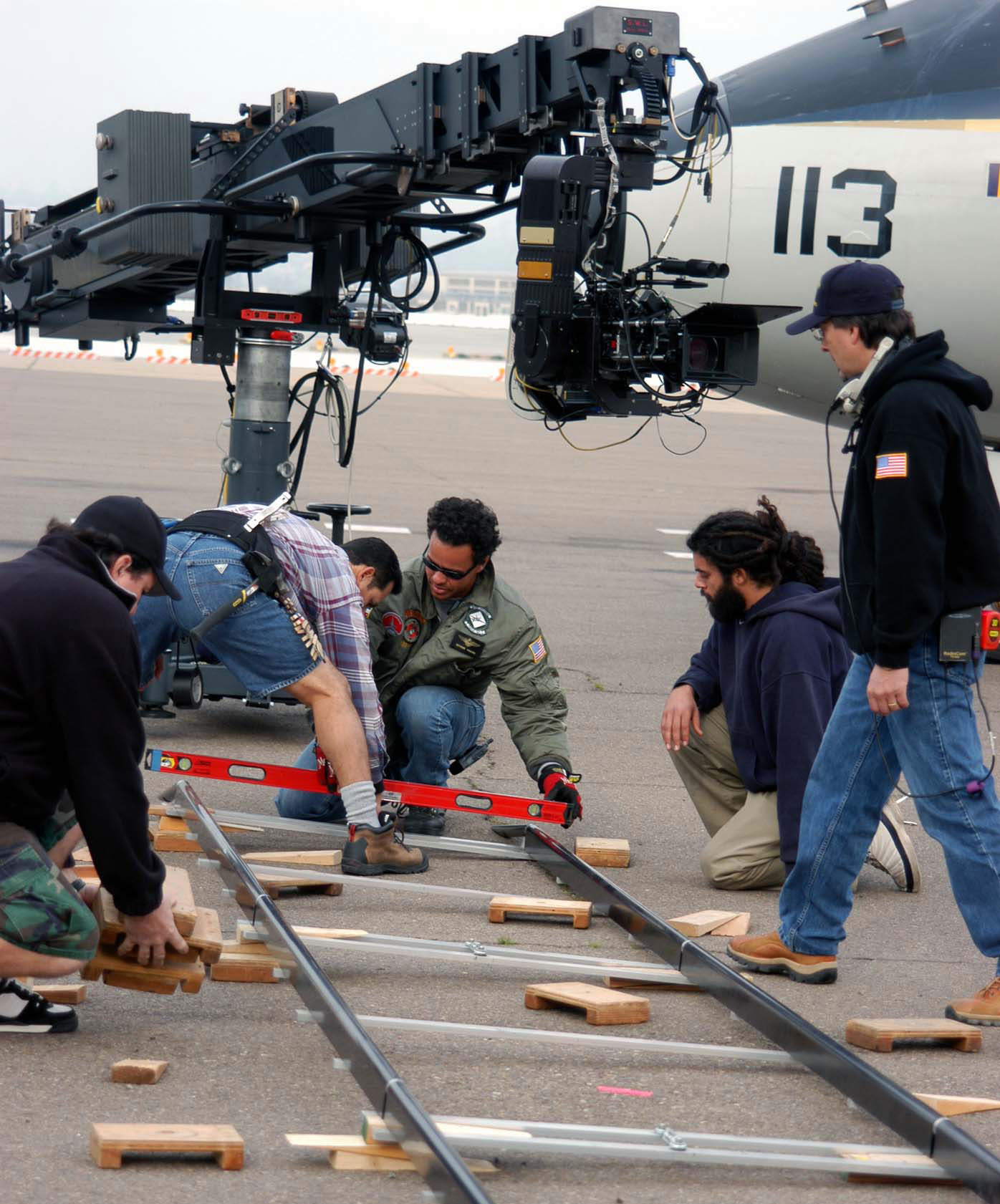
Els membres de la tripulació es preparen per disparar a NAS North Island (2005)

- Andrea Parker com a tinent JG / tinent / comandant Caitlin Pike, USN (temporades 1, 6)
- Trevor Goddard com el tinent comandant Mic Brumby, RAN (temporades 4-7)
- Karri Turner com a alférez / Lt. JG / Tinent Harriet Sims, USN (temporades 2-10)
- Michael Bellisario com a mariner / suboficial de tercera classe / guardiamarina Mike "Mikey" Roberts, USN (temporades 3-10)
- Jeff MacKay com a cap de suboficial principal Bud "Big Bud" Roberts, USN (temporades 3-10)
- Nanci Chambers com a tinent Loren Singer, USN (temporades 5-8)
- Randy Vasquez com el sergent d'artilleria Victor Galindez, USMC (temporades 5-9)
- Chuck Carrington com a suboficial Jason Tiner, USN (temporades 2-9)
- Terry O'Quinn com a capità / contraalmirall Thomas Boone, USN (temporades 1–2, 6–8)
- Steven Culp com a oficial de la CIA Clayton Webb (temporades 2-10)
- Andrea Thompson com a comandant / Capità Alison Krennick, USN (temporades 1, 9)
- Chris Beetem com el tinent Gregory Vukovic, USN (temporada 10)
- Meta Golding com a tinent Tali Mayfield, USN (temporada 10)
- Jordana Spiro com a tinent Catherine Graves, USN (temporada 10)
- David Andrews com a major general Gordon Cresswell, USMC (temporada 10)
- Rif Hutton com el tinent comandant Alan Mattoni, USN (temporades 3-6)
- Sibel Galindez com a tinent Elizabeth Hawkes, "Skates", USN (temporades 2, 4–7)
- Oliver North com a Ollie
- Montel Williams com el tinent Curtis Rivers (temporades 3-5)

## Producció

### Antecedents i desenvolupament
El creador de JAG, Donald P. Bellisario, va servir durant quatre anys al Cos de Marines dels Estats Units, i després d'haver-se avançat en llocs de treball publicitari, va aconseguir el seu primer treball de televisió a la xarxa com a editor d'històries per a la sèrie de la Segona Guerra Mundial. Baa Baa Black Sheep, on va adquirir l'hàbit de promoure una posició promilitar consistent en un negoci on va tenir la percepció que la mentalitat "antiguerra" i "antisoldat" eren el lloc habitual. L'estereotip de l'era de la postguerra del Vietnam dels " veterans bojos del Vietnam " va ser notablement subvertit, no només per un, sinó per tres dels personatges principals, a Magnum PI, del qual Bellisario va ser el co-creador. Després de la cancel·lació de la seva sèrie Quantum Leap, Bellisario va traslladar el seu acord de producció d'Universal a Paramount (encapçalat per l'antic executiu d'Universal Kerry McCluggage) i va començar a treballar en un guió d'un sol pla d'un misteri d'assassinat a bord d'un portaavions de la Marina dels EUA, on el La víctima va ser una dona i aviadora naval, inspirada en la introducció actual de dones pilots de caça a bord dels portaavions i arran de les conseqüències de l'escàndol de Tailhook.
Mentre investigava quines entitats organitzatives participarien en la investigació dels delictes comesos a bord de vaixells de la Marina, Bellisario va saber que els agents especials del Servei d'Investigació Criminal Naval ocupaven la funció policial, i els advocats uniformats, al Cos del Jutge Advocat General de la Marina, podrien alternar entre el paper d' advocat defensor, fiscal i investigador de camp. Bellisario va optar per seguir endavant amb els advocats i va remarcar els avantatges únics que aportava des del punt de vista narratiu: "A diferència de la majoria de programes de llei, tinc un detectiu, un fiscal i un defensor".

### Producció
Amb la cancel·lació a NBC i la recollida immediata per part de CBS, al showrunner Donald P. Bellisario se li va permetre una major llibertat creativa pel que fa a la història i el càsting. Mentre estava a la NBC, el seu president de la costa oest Don Ohlmeyer volia més acció en lloc de drama legal i va imposar una nova protagonista femenina, Tracey Needham, en lloc de continuar amb Andrea Parker com a la pel·lícula pilot. El trasllat a CBS, amb la seva audiència esbiaixada més gran i el seu president Les Moonves donant regnes més lliures, això va permetre a Bellisario tornar a equipar JAG des d'un èmfasi en les històries d'acció fins a històries impulsades per personatges i la construcció d'un repartiment de conjunt.
A l'inici de la tercera temporada, JAG va traslladar la seva base de producció del solar Paramount a Melrose Avenue a Hollywood a Valencia Studios a Santa Clarita per tal d'estalviar costos i posar més pressupost a la pantalla en lloc de gastar en lloguers d' escenaris sonors. La sèrie derivada NCIS s'ha mantingut a les mateixes instal·lacions d'estudi durant tota la seva durada i es va rodar colze a colze amb JAG per a la novena i desena temporada de la segona i la primera i segona temporada de la primera.
Tot i que l'abast de la configuració de l'univers de JAG era global, l'espectacle es va rodar completament, amb només unes poques excepcions, al sud de Califòrnia i principalment dins del Gran Los Angeles i la zona d'estudi en què els equips de filmació sindicalitzats poden viatjar sense rebre'n. retribució addicional. JAG va tenir al voltant de l'alba del mil·lenni dos gestors d'ubicació per a aquesta tasca alternant episodis, Paul F. Brinkman, Jr i Marvin Bernstein. Alguns exemples d'edificis que actuen com a substituts en el rodatge d'ubicacions són:
- Park Plaza Hotel, l'edifici d'estil neogòtic amb elements art déco (hotel de Moscou),[11]
- Bosc Nacional d'Angeles (taigà sibèrica),[11]
- Shrine Auditorium, el temple maçònic i lloc per a grans esdeveniments (Bahrain i diversos escenaris a l'Orient Mitjà),[11]
- Sisters of the Immaculate Heart of Mary building al districte de Los Feliz (Ambaixada americana a Roma i diversos altres llocs d'Itàlia),[11]
- Barri comercial del nucli antic de Pasadena (pobles petits de la costa est.)[11]

L'avenç de les imatges generades per ordinador (CGI) va simplificar encara més el procés d'eliminació de palmeres i matrícules de Califòrnia . Quant a l'efectivitat que va funcionar l'engany segons el showrunner quan JAG va començar a emetre's a l'estranger, "vam començar a rebre cartes d'Anglaterra, d'Alemanya, de les companyies de l'Orient Mitjà. Molts d'aquests espectadors volien saber: quan anàvem a rodar a la seva ciutat?" 

### Col·laboració amb els militars

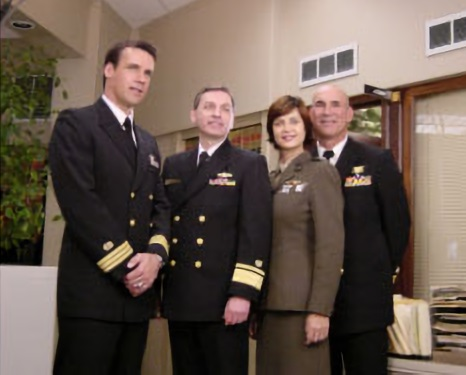
L'aleshores jutge advocat general de la Marina, el contraalmirall Donald J. Guter (segon des de l'esquerra), visitant el plató, reunint-se amb el repartiment durant el rodatge de " Liberty " el 2001

Inicialment, els productors de JAG no van rebre cap col·laboració de les oficines d'enllaç amb els mitjans d'entreteniment del Departament de Defensa dels EUA, a causa de la sensibilitat a la llum de tota la publicitat negativa acumulada que s'havia generat a partir de l'escàndol de Tailhook i les seves conseqüències. No obstant això, la manca de col·laboració de l'exèrcit no va ser un espectacle, ja que l'equip de producció de JAG, en virtut de ser una producció de Paramount Pictures, va tenir accés a l'abundant material d'arxiu de les pel·lícules de l'estudi, que incloïa moltes pel·lícules. amb contingut militar, com Top Gun, The Final Countdown i The Hunt for Red October (i les altres dues adaptacions cinematogràfiques de Tom Clancy).
L'any 1997, però, els serveis navals havien començat a canviar d'opinió i van començar a donar suport a l'equip de producció guió per guió amb el Cos de Marines dels Estats Units amb més ganes que la Marina dels Estats Units de prestar assistència a la producció. Durant la tercera temporada, aparentment, durant la tercera temporada ja no va ser un problema en si mateix, una sèrie de televisió sobre advocats de la Marina que portaven a terme temes controvertits, però tal com va assenyalar el comandant Bob Anderson de l' Oficina d'Informació de la Marina a Los Angeles en una guia de televisió. entrevista: "Estem bé amb això sempre que els dolents siguin atrapats i castigats, i la institució de la Marina no sigui el dolent". L'Oficina d'Enllaç d'Entreteniment del Cos de Marines de la Seu inclou JAG al seu lloc web a la seva cartera de col·laboracions.
La producció es va filmar regularment a instal·lacions properes, principalment a la base naval del comtat de Ventura i els seus dos components: l'estació aèria naval de Point Mugu i el centre del batalló de construcció naval Port Hueneme. Entre el 12 i el 14 de juliol de 1999, tres dels actors principals (Elliott, Bell i Labyorteaux) i la tripulació van rodar a bord del portaavions de propulsió nuclear USS John C. Stennis(CVN-74) davant de la costa del sud de Califòrnia durant escenes dels tres primers episodis de la cinquena temporada.

### Final de sèrie
David James Elliott va deixar el programa al final de la 10a temporada; L'espectacle no va ser posteriorment renovat per la cadena per a una onzena temporada. El programa també va presentar nous personatges més joves, com ara l'exestrella d' As the World Turns Chris Beetem i Jordana Spiro de The Huntress .
Els productors també es van plantejar reubicar l'escenari fictici de l'espectacle, des de Falls Church fins a la base naval de San Diego. Un episodi de la darrera temporada, " JAG: San Diego " va tenir el repartiment principal, excloent Harm, anant a la base naval de San Diego i treballant amb l'oficina local de JAG allà. Tot i que s'informa que es va considerar com un episodi pilot, com un reformat de l'espectacle amb l'objectiu d'un públic més jove, CBS finalment va decidir no dedicar-se a una nova sèrie.
No obstant això, CBS va cancel·lar el programa el 4 d'abril de 2005, després de 10 temporades. L'episodi final, " Fair Winds and Following Seas ", es va emetre el 29 d'abril de 2005, i en el qual Harm i Mac tenen assignades diferents emissores: Harm a Londres, Mac a San Diego. Finalment s'enfronten als seus sentiments i decideixen casar-se. L'episodi acaba amb Bud llançant una moneda de repte per decidir quin renunciaria a la seva carrera militar per estar amb l'altre. No obstant això, d'acord amb la tradició JAG, el resultat del llançament no es veu mai, ja que la pantalla s'esvaeix a negre, mostrant només la moneda, que porta la inscripció "1995 – 2005", els anys que va transcórrer la sèrie.

### Postdata
El resultat del llançament de la moneda es va revelar finalment al final de 2019 de la desena temporada de NCIS: Los Angeles, "False Flag", en la qual van aparèixer David James Elliott i Catherine Bell. Mac va guanyar el sorteig de la moneda i Harm va renunciar a la seva comissió i es va traslladar amb ella a San Diego, però més tard van acabar mútuament amb la seva relació i Harm es va incorporar a la Marinaper exercir com a XO del portaavions (fictici), USS Allegiance. Mac va deixar els marines per servir com a enllaç del USMC amb el secretari d'estat, una posició civil al Departament d'Estat dels EUA. Harm i Mac no s'havien vist en 9 anys fins que es van fer videoconferències en els seus nous papers. En l'onzena estrena de la temporada, Harm i Mac es retroben en persona, comparteixen una abraçada i després renoven una discussió sobre la seva relació, una vegada més sense arribar a cap conclusió.

### Premis i nominacions
Font:

#### Premis Primetime Emmy
| Any  | Categoria                                                                      | Nominat           | Episodi               | Resultat |
| ---- | ------------------------------------------------------------------------------ | ----------------- | --------------------- | -------- |
| 1996 | Èxit individual destacat en l'edició d'una sèrie - Producció d'una sola càmera | Jon Koslowsky     | Episodi pilot         | Guanyat  |
| 1996 | Èxit individual destacat en la disfressa per a una sèrie                       | L. Paul Dafelmair | "Fumat"               | Nominat  |
| 1996 | Èxit individual destacat en la música del tema principal                       | Bruce Broughton   | N.P.                  | Nominats |
| 1997 | Èxit individual destacat en la disfressa per a una sèrie                       | L. Paul Dafelmair | "Vaquers i cosacs"    | Guanyat  |
| 1998 | Millor fotografia per a una sèrie                                              | Hugo Cortina      | "El bé del servei"    | Nominat  |
| 1999 | Millor fotografia per a una sèrie                                              | Hugo Cortina      | "Ulls gitanos"        | Nominat  |
| 1999 | La millor disfressa per a una sèrie                                            | L. Paul Dafelmair | "Ulls gitanos"        | Guanyat  |
| 2000 | Millor fotografia per a una sola càmera                                        | Hugo Cortina      | "Boomerang, part II"  | Nominat  |
| 2001 | Millor fotografia per a una sola càmera                                        | Hugo Cortina      | "A la deriva, part I" | Nominat  |
| 2002 | Composició musical excepcional per a una sèrie (subratllat dramàtic)           | Steven Bramson    | "A la deriva, part 2" | Nominat  |
| 2003 | Composició musical excepcional per a una sèrie (subratllat dramàtic)           | Steven Bramson    | "Cal saber"           | Nominat  |

#### Altres premis i nominacions
| Curs | Associació             | Categoria                                                                                         | Nominat(s)                           | Episodi              | Resultat  |
| ---- | ---------------------- | ------------------------------------------------------------------------------------------------- | ------------------------------------ | -------------------- | --------- |
| 1999 | Premi Humanitas        | Categoria 60 minuts                                                                               | —                                    | Àngels 30            | Nominat   |
| 2000 | Premis ASCAP           | Sèries de televisió principals (x2)                                                               | Bruce Broughton </br> Steven Bramson | —                    | Guanyador |
| 2000 | Premis TV Guide        | Actor preferit en un drama                                                                        | David James Elliott                  | —                    | Guanyador |
| 2000 | Premis Joves Artistes  | Millor actuació en una sèrie dramàtica de televisió: actriu convidada protagonitzada per una jove | Aysia Polk                           | —                    | Nominat   |
| 2001 | Premis Fundació Imagen | Sèrie de televisió Primetime                                                                      | —                                    | Retirada de l'infern | Guanyador |
| 2003 | Premis ASCAP           | Top Sèries de TV                                                                                  | Bruce Broughton </br> Steven Bramson | —                    | Guanyador |
| 2004 | Premis ASCAP           | Sèries de televisió principals (x2)                                                               | Bruce Broughton </br> Steven Bramson | —                    | Guanyador |
| 2004 | Premis Joves Artistes  | Millor actuació en sèrie de televisió - Actriu jove recurrent                                     | Hallee Hirsh                         | —                    | Nominat   |